# Road Trips

Road Trips est une série de dix-sept coffrets de CD (entre 2 et 3 CD) regroupant de larges extraits de concerts du Grateful Dead, compris entre 1968 et 1993. Ces coffrets ont été regroupés en quatre volumes, regroupant 4 ou 5 références chacun, numérotés de 1 à 4 (ou 5). Dans la série, on compte sept concerts complets et des extraits plus ou moins importants de 17 autres concerts (un ou plusieurs morceaux, des concerts avec une partie dans laquelle un morceau est manquant…), en général des deuxièmes parties, complètes ou non, de prestations du Grateful Dead, connues pour le moment Drums > Jam > Space >, caractéristiques. 
Chaque volume, comportant deux ou trois CD, est conditionné dans un emballage en carton, et comporte un livret.

## Liste des Albums
Comptant dix référence, cette série d'enregistrements de concerts du Grateful Dad est divisé en 4 volumes, comportant 4 ou 5 numéros chacun.

### Road Trips Volume one Number one
Road Trips Volume 1 Number one est un double CD comportant des enregistrements de concerts données durant l'automne 1979.

#### Musiciens
- Jerry Garcia, guitare, chant.
- Mickey Hart, Batterie.
- Bill Kreutzmann, batterie
- Phil Lesh, basse, chant.
- Brent Mydland, Claviers, chant.
- Bob Weir, guitare, chant.

#### Liste des titres

##### Disque un
1. Alabama Getaway→  (Jerry Garcia, Robert Hunter) – 5:31
2. Promised Land (Chuck Berry) – 4:44
3. Jack Straw (Bob Weir, Hunter) – 6:47
4. Deal (Garcia, Hunter) – 6:48
5. Dancing in the Street→  (William "Mickey" Stevenson, Marvin Gaye, Ivy Jo Hunter) – 13:10
6. Franklin's Tower (Garcia, Bill Kreutzmann, Hunter) – 12:04
7. Wharf Rat→  (Garcia, Hunter) – 11:15
8. I Need a Miracle→  (Weir, John Perry Barlow) – 4:04
9. Bertha→  (Garcia, Hunter) – 5:52
10. Good Lovin'  (Arthur Resnick, Rudy Clark) – 7:08

##### Disque deux
1. Shakedown Street (Garcia, Hunter) – 15:32
2. Passenger (Phil Lesh, Peter Monk) – 6:04
3. Terrapin Station→  (Garcia, Hunter) – 15:25
4. Playing in the Band (Weir, Mickey Hart, Hunter) – 22:17
5. Not Fade Away→  (Buddy Holly, Norman Petty) – 9:27
6. Morning Dew (Bonnie Dobson, Tim Rose) – 10:13

#### Disque bonus
Un disque bonus a été proposé aux acheteurs qui ont acheté le CD précocement sur Internet.

##### Liste des Titres
1. China Cat Sunflower→ (Garcia, Hunter) – 7:29
2. I Know You Rider (traditional, arranged by Grateful Dead) – 8:07
3. Lost Sailor→ (Weir, Barlow) – 6:30
4. Saint of Circumstance→ (Weir, Barlow) – 5:41
5. Jam (Grateful Dead) – 7:20
6. Althea (Garcia, Hunter) – 9:42
7. Estimated Prophet→ (Weir, Barlow) – 13:16
8. He's Gone→ (Garcia, Hunter) – 10:35
9. Jam (Grateful Dead) – 8:41

### Road Trips Volume one Number two
Road Trips Volume one Number two est un double CD comportant des enregistrements de concerts données durant l'automne 1977.

#### Musiciens
- Jerry Garcia, guitare, chant.
- Mickey Hart, Batterie.
- Donna Jean Godchaux, chant.
- Keith Godchaux, claviers.
- Bill Kreutzmann, batterie
- Phil Lesh, basse, chant.
- Bob Weir, guitare, chant.

#### Liste des titres

##### Disque un
1. Let It Grow (Bob Weir, John Perry Barlow) – 10:17
2. Sugaree (Jerry Garcia, Robert Hunter) – 17:41
3. The Music Never Stopped (Weir, Barlow) – 8:59
4. Mississippi Half-Step Uptown Toodeloo→ (Garcia, Hunter) – 11:53
5. El Paso (Marty Robbins) – (4:52)
6. Help On the Way→ (Garcia, Hunter) – 5:48
7. Slipknot!→ (Garcia, Keith Godchaux, Phil Lesh, Weir) – 4:02
8. Franklin's Tower (Garcia, Bill Kreutzmann, Hunter) – 14:59

##### Disque deux
1. Playing in the Band (Weir, Mickey Hart, Hunter) – 17:12
2. Drums→ (Hart, Kreutzmann) – 3:09
3. The Other One→ (Weir) – 8:24
4. Good Lovin' → (Arthur Resnick, Rudy Clark) – 5:53
5. Terrapin Station→ (Garcia, Hunter) – 11:29
6. Black Peter→ (Garcia, Hunter) – 13:17
7. Around and Around (Chuck Berry) – 9:08
8. Brokedown Palace→ (Garcia, Hunter) – 5:51
9. Playing In the Band reprise (Weir, Hart, Hunter) – 5:23

##### Disque bonus
1. Scarlet Begonias→ (Garcia, Hunter) – 10:02
2. Fire On the Mountain (Hart, Hunter) – 9:31
3. Estimated Prophet (Weir, Barlow) – 12:04
4. Loser (Garcia, Hunter) – 7:55
5. Sunrise (Donna Godchaux) – 3:56
6. Iko Iko→ (James Crawford) – 7:05
7. The Wheel→ (Garcia, Kreutzmann, Hunter) – 5:30
8. Wharf Rat→ (Garcia, Hunter) – 13:31
9. Sugar Magnolia (Weir, Hunter) – 9:48

### Road Trips Volume one Number three
Road Trips Volume one Number three est un double CD comportant des enregistrements de concerts données durant l'été 1971.

#### Musiciens
- Jerry Garcia, guitare, chant.
- Bill Kreutzmann, batterie
- Phil Lesh, basse, chant.
- Ron McKernan, Claviers, chant, percussions.
- Bob Weir, guitare, chant.

#### Liste des titres

##### Disque un
1. Big Railroad Blues (Noah Lewis) – 4:46
2. Hard to Handle (Otis Redding, Al Bell, Allen Jones) – 7:54
3. Me and Bobby McGee (Kris Kristofferson, Fred Foster) – 6:22
4. Dark Star→ (Jerry Garcia, Mickey Hart, Bill Kreutzmann, Phil Lesh, Ron "Pigpen" McKernan, Bob Weir, Robert Hunter) – 22:48
5. Bird Song (Garcia, Hunter) – 7:59
6. Not Fade Away→ (Buddy Holly, Norman Petty) – 4:44
7. Goin' Down the Road Feeling Bad→ (traditional, arranged by Grateful Dead) – 9:24
8. Not Fade Away (Holly, Petty) – 3:13
9. Uncle John's Band (Garia, Hunter) – 6:39
10. Johnny B. Goode (Chuck Berry) – 3:52

##### Disque deux
1. China Cat Sunflower→ (Garcia, Hunter) – 5:09
2. I Know You Rider (traditional, arranged by Grateful Dead) – 6:02
3. Truckin'  (Garcia, Lesh, Weir, Hunter) – 8:51
4. Sugaree (Garcia, Hunter) – 7:11
5. Cryptical Envelopment→ (Garcia) – 2:02
6. Drums→ (Kreutzmann) – 4:26
7. The Other One→ (Weir, Kreutzmann) – 13:00
8. Me and My Uncle→ (John Phillips) – 3:04
9. The Other One→ (Weir, Kreutzmann) – 7:32
10. Cryptical Envelopment→ (Garcia) – 5:14
11. Wharf Rat→ (Garcia, Hunter) – 8:53
12. Sugar Magnolia (Weir, Hunter) – 5:46

##### Disque bonus
1. Bertha (Garcia, Hunter) – 7:04
2. Mr. Charlie (McKernan, Hunter) – 3:57
3. Cumberland Blues (Garcia, Lesh, Hunter) – 5:50
4. Brokedown Palace (Garcia, Hunter) – 5:39
5. Hard To Handle (Redding, Bell, Jones) – 8:20
6. Sing Me Back Home (Merle Haggard) – 9:33
7. Big Boss Man (Luther Dixon, Al Smith) – 6:26
8. Not Fade Away→ (Holly, Petty) – 5:37
9. Goin' Down the Road Feeling Bad→ (traditional, arranged by Grateful Dead) – 8:39
10. Turn On Your Lovelight (Joseph Scott, Deadric Malone) – 14:35

### Road Trips Volume one Number four
Road Trips Volume one Number four est un double CD comportant des enregistrements live du Grateful Dead de deux des quatre concerts au Winterland Ballroom de San Francisco les 21 et 22 octobre 1978. Donnés à l'issue de leurs concerts à Gizeh, ces concerts sont parmi les derniers donnés dans cette salle de concert.

#### Musiciens
- John Cipollina, guitare (**)
- Hamza El Din, oud (*)
- Jerry Garcia, guitare, chant.
- Mickey Hart, Batterie.
- Donna Jean Godchaux, chant.
- Keith Godchaux, claviers.
- Bill Kreutzmann, batterie
- Phil Lesh, basse, chant.
- Lee Oskar, harmonica (***)
- Bob Weir, guitare, chant.

#### Liste des titres

##### Disque un
1. Sugaree (Jerry Garcia, Robert Hunter) – 13:40
2. Passenger (Phil Lesh, Peter Monk) – 3:39
3. Stagger Lee (Garcia, Hunter) – 7:28
4. I Need A Miracle (Bob Weir, John Barlow) – 7:37
5. Got My Mojo Working→ (Preston Foster) – 12:12 (***)
6. The Other One→ (Weir) – 7:32 (***)
7. Stella Blue→ (Garcia, Hunter) – 11:53 (***)
8. Sugar Magnolia (Weir, Hunter) – 8:48 (***)
9. U.S. Blues (Garcia, Hunter) – 5:42

##### Disque deux
1. Ollin Arageed (Hamza El Din) – 3:30 (*)
2. Deal (Garcia, Hunter) – 6:28
3. Peggy-O (traditional, arranged by Grateful Dead) – 9:10
4. Jack Straw (Weir, Hunter) – 6:32
5. Scarlet Begonias→ (Garcia, Hunter) – 11:44
6. Fire on the Mountain (Mickey Hart, Hunter) – 12:40
7. Not Fade Away→ (Norman Petty, Buddy Holly) – 21:43 (**)
8. Goin' Down the Road Feeling Bad (traditional, arranged by Grateful Dead) – 7:56 (**)

##### Disque bonus
1. Bertha→ (Garcia, Hunter) – 7:17
2. Good Lovin'  (Arthur Resnick, Rudy Clark) – 7:49
3. Estimated Prophet→ (Weir, Barlow) – 14:52
4. He's Gone (Garcia, Hunter) – 10:35
5. If I Had the World to Give→ (Garcia, Hunter) – 8:40
6. Around and Around (Chuck Berry) – 9:24

### Road Trips Volume two  Number one
Road Trips Volume two  Number one est un double CD comportant des enregistrements de 3 concerts du Grateful Dead au Madison Square Garden de New York les 18, 19 et 20 septembre 1990. Un disque bonus a été édité, joint aux premières commandes du coffret : enregistré le 18 septembre, il comporte le début du second set, et s'interrompt avant le duo de batterie. 

#### Musiciens
- Jerry Garcia, guitare, chant.
- Mickey Hart, Batterie.
- Bruce Hornsby, piano.
- Bill Kreutzmann, batterie
- Phil Lesh, basse, chant.
- Bob Weir, guitare, chant.
- Vince Welnick, claviers.

#### Liste des titres

##### Disque un
1. Truckin' → (Jerry Garcia, Phil Lesh, Bob Weir, Robert Hunter) – 9:07
2. China Cat Sunflower→ (Garcia, Hunter) – 7:51
3. I Know You Rider (traditional, arranged by Grateful Dead) – 7:09
4. Playing in the Band→ (Weir, Mickey Hart, Hunter) – 11:05
5. Ship of Fools→ (Garcia, Hunter) – 6:43
6. Playing in the Band→ (Weir, Hart, Hunter) – 2:32
7. Uncle John's Band→ (Garcia, Hunter) – 10:49
8. Let it Grow→ (Weir, John Barlow) – 11:30
9. Jam(Grateful Dead) – 11:18

##### Disque deux
1. Jam→ (Grateful Dead) – 10:24
2. Dark Star→ (Garcia, Hart, Bill Kreutzmann, Lesh, Ron McKernan, Weir, Hunter) – 13:21
3. Playing in the Band→ (Weir, Hart, Hunter) – 3:53
4. Dark Star→ (Garcia, Hart, Kreutzmann, Lesh, McKernan, Weir, Hunter) – 14:44
5. Throwing Stones→ (Weir, Barlow) – 10:03
6. Touch of Grey (Garcia, Hunter) – 7:41
7. Turn On Your Love Light (Joseph Scott, Deadric Malone) – 7:13
8. Knockin' on Heaven's Door (Bob Dylan) – 9:29

##### Disque bonus
1. Mississippi Half-Step Uptown Toodeloo (Garcia, Hunter) – 9:34
2. Picasso Moon (Weir, Barlow, Bob Bralove) – 7:34
3. To Lay Me Down (Garcia, Hunter) – 9:43
4. Eyes of The World→ (Garcia, Hunter) – 17:57
5. Estimated Prophet→ (Weir, Barlow) – 12:59
6. Foolish Heart→(Garcia, Hunter) – 8:25
7. Jam (Grateful Dead) – 10:36

### Road Trips Volume two  Number two
Road Trips Volume two  Number two est un double CD comportant des enregistrements de concerts donnés par le groupe en janvier et février 1968.

#### Musiciens
- Jerry Garcia, guitare, chant.
- Mickey Hart, Batterie.
- Bill Kreutzmann, batterie
- Phil Lesh, basse, chant.
- Ron McKernan, Claviers, chant, percussions.
- Bob Weir, guitare, chant.

#### Liste des titres

##### Disque un
1. (Walk Me Out in the) Morning Dew (Dobson, Rose) – 6:30
2. Good Morning Little School Girl (Sonny Boy Williamson) – 12:35
3. Dark Star→ (Grateful Dead, Hunter) – 6:10
4. China Cat Sunflower→ (Garcia, Hunter) – 4:25
5. The Eleven→ (Hunter, Lesh) – 5:15
6. Turn On Your Love Light (Scott, Malone) – 9:02
7. Viola Lee Blues (Noah Lewis) (1/20/68 Eureka, CA) – 20:38
8. Beat It on Down the Line(Jesse Fuller) (1/23/68 Seattle, WA) – 3:38
9. It Hurts Me Too (Elmore James) (1/23/68 Seattle, WA) – 4:20
10. Dark Star (Grateful Dead, Hunter) (2/2/68 Portland, OR) – 6:40

##### Disque deux
1. That's It for the Other One→ (Garcia, Kreutzmann, Lesh, McKernan, Weir) – 9:30
2. New Potato Caboose→ (Lesh, Petersen) – 8:48
3. Born Cross-Eyed→ (Weir) – 2:38
4. Spanish Jam – 12:28
5. Alligator→ (Lesh, McKernan, Hunter) – 14:30
6. Caution (Do Not Stop on Tracks)→ (Garcia, Kreutzmann, Lesh, McKernan, Weir) – 10:00
7. Feedback (Garcia, Kreutzmann, Lesh, McKernan, Weir) – 6:10
8. In the Midnight Hour (Steve Cropper, Wilson Pickett) – 10:35

##### Disque bonus
1. Viola Lee Blues (Noah Lewis) (1/23/68 Seattle, WA) – 22:46
2. Good Morning Little School Girl (Sonny Boy Williamson I) (1/20/68 Eureka, CA) – 12:14
3. New Potato Caboose (Lesh, Petersen) (1/30/68 Eugene, OR) – 12:40
4. Dark Star→ (Grateful Dead, Hunter) (1/23/68 Seattle, WA) – 7:45
5. China Cat Sunflower→ (Garcia, Hunter) (1/23/68 Seattle, WA) – 5:08
6. The Eleven→ (Hunter, Lesh) (1/23/68 Seattle, WA) – 6:00
7. Turn On Your Love Light (Scott, Malone) – 12:55

### Road Trips Volume two  Number three
Road Trips Volume two  Number three est un double CD comportant des enregistrements de concerts donnés par le groupe en juin 1974. 

#### Musiciens
- Jerry Garcia, guitare, chant.
- Donna Jean Godchaux, chant.
- Keith Godchaux, claviers.
- Bill Kreutzmann, batterie
- Phil Lesh, basse, chant.
- Bob Weir, guitare, chant.

#### Liste des titres

##### Disque un
1. China Cat Sunflower→ (Jerry Garcia, Robert Hunter) – 10:36
2. I Know You Rider (traditional, arranged by Grateful Dead) – 4:52
3. The Race Is On (Don Rollins) – 3:23
4. Eyes of the World→ (Garcia, Hunter) – 20:09
5. Big River (Johnny Cash) – 5:42
6. U.S. Blues (Garcia, Hunter) – 5:35
7. Playing in the Band (Weir, Mickey Hart, Hunter) – 28:53

##### Disque deux
1. Loose Lucy (Garcia, Hunter) – 5:34
2. Eyes of the World→ (Garcia, Hunter) – 14:27
3. China Doll (Garcia, Hunter) – 6:02
4. Weather Report Suite→ (Bob Weir, Eric Andersen, John Perry Barlow) – 16:19
5. Jam→ (Grateful Dead) – 9:28
6. The Other One→ (Weir) – 15:46
7. It's a Sin Jam→ (Grateful Dead) – 3:18
8. Stella Blue (Garcia, Hunter) – 8:27

##### Disque bonus
1. Morning Dew (Bonnie Dobson, Tim Rose) – 13:07
2. Around and Around (Chuck Berry) – 5:29
3. Greatest Story Ever Told (Weir, Hunter) – 5:31
4. Truckin' → (Garcia, Lesh, Weir, Hunter) – 8:09
5. Nobody's Jam → (Grateful Dead) – 12:45
6. Wharf Rat→ (Garcia, Hunter) > – 9:36
7. Goin' Down the Road Feelin' Bad (traditional, arranged by Grateful Dead) – 8:16
8. Sugar Magnolia (Weir, Hunter) – 9:30

### Road Trips Volume two  Number four
Road Trips Volume two  Number four est un double CD comportant des extraits des concerts donnés par le Grateful Dead au Cal Expo Amphitheatre de Sacramento les 26 et 27 mai 1993.

#### Musiciens
- Jerry Garcia, guitare, chant.
- Mickey Hart, Batterie.
- Bill Kreutzmann, batterie
- Phil Lesh, basse, chant.
- Bob Weir, guitare, chant.
- Vince Welnick, claviers.

#### Liste des titres

##### Disque un
1. Samson and Delilah (traditional, arranged by Bob Weir) – 8:12
2. Here Comes Sunshine (Jerry Garcia, Robert Hunter) – 6:27
3. Walkin' Blues (traditional, arranged by Weir) – 6:52
4. Deal (Garcia, Hunter) – 9:52
5. Box of Rain (Phil Lesh, Hunter) – 5:25
6. Victim or the Crime→ (Weir, Gerrit Graham) – 8:32
7. Crazy Fingers→ (Garcia, Hunter) – 9:31
8. Playing in the Band→ (Mickey Hart, Weir, Hunter) – 18:59
9. Rhythm Devils→(Hart, Bill Kreutzmann) – 5:17

##### Disque deux
1. Corrina→ (Hart, Weir, Hunter) – 8:44
2. Playing in the Band→ (Hart, Weir, Hunter) – 3:36
3. China Doll→ (Garcia, Hunter) – 6:17
4. Around and Around (Chuck Berry) – 7:34
5. Liberty (Garcia, Hunter) – 6:30
6. Shakedown Street (Garcia, Hunter) – 14:20
7. The Same Thing (Willie Dixon) – 8:39
8. Dire Wolf (Garcia, Hunter) – 3:23
9. High Time (Garcia, Hunter) – 8:20
10. When I Paint My Masterpiece (Bob Dylan) – 5:28

##### Disque bonus
1. Picasso Moon→ (Weir, John Perry Barlow, Bob Bralove) – 7:57
2. Fire on the Mountain (Hart, Hunter) – 12:18
3. Cassidy→ (Weir, Barlow) – 6:54
4. Uncle John's Band→ (Garcia, Hunter) – 9:30
5. Cassidy (Weir, Barlow) – 4:10
6. Gloria (Van Morrison) – 5:44
7. Broken Arrow (Robbie Robertson) – 5:52
8. Ramble On Rose (Garcia, Hunter) – 7:53
9. Stuck Inside of Mobile with the Memphis Blues Again (Dylan) – 8:32

### Road Trips Volume three  Number one
Road Trips Volume three Number one est un double CD proposant l'intégralité du concert du Grateful Dead à l'Oakland Auditorium, à Oakland en Californie. 

#### Musiciens
- Jerry Garcia, guitare, chant.
- Mickey Hart, Batterie.
- Bill Kreutzmann, batterie
- Phil Lesh, basse, chant.
- Brent Mydland, claviers
- Bob Weir, guitare, chant.

#### Liste des titres

##### Disque un
1. Sugaree (Jerry Garcia, Robert Hunter)
2. Mama Tried→ (Merle Haggard)
3. Mexicali Blues (Bob Weir, John Perry Barlow)
4. Row Jimmy (Garcia, Hunter)
5. It's All Over Now (Bobby Womack, Shirley Womack)
6. High Time (Garcia, Hunter)
7. The Music Never Stopped (Weir, Barlow)
8. Alabama Getaway (Garcia, Hunter)
9. Greatest Story Ever Told (Weir, Mickey Hart, Hunter)

##### Disque deux
1. Terrapin Station→ (Garcia, Hunter)
2. Playing in the Band→ (Weir, Hart, Hunter)
3. Rhythm Devils→ (Hart, Bill Kreutzmann)
4. Space→ (Grateful Dead)
5. Uncle John's Band→ (Garcia, Hunter)
6. I Need a Miracle→ (Weir, Barlow)
7. Bertha→ (Garcia, Hunter)
8. Good Lovin' (Artie Resnick, Rudy Clark)
9. Casey Jones (Garcia, Hunter)
10. One More Saturday Night (Weir)

##### Disque Bonus
Un disque bonus en série limitée était joint aux premiers acheteurs par internet. Il comprend des titres enregistrés lors du concert du 30 décembre 1979, dans la même salle
1. New Minglewood Blues (Noah Lewis)
2. Candyman (Garcia, Hunter)
3. Ramble On Rose (Garcia, Hunter)
4. Lazy Lightning→ (Weir, Barlow)
5. Supplication (Weir, Barlow)
6. Scarlet Begonias→ (Garcia, Hunter)
7. Fire on the Mountain→ (Hart, Hunter)
8. Let It Grow (Weir, Barlow)
9. Truckin' → (Garcia, Phil Lesh, Weir, Hunter)
10. Wharf Rat (Garcia, Hunter)

### Road Trips Volume three  Number two
Road Trips Volume three Number two est un double CD proposant l'intégralité du concert donné par le Grateful Dead le 15 novembre 1971 à Austin au Texas. Un disque bonus était joint aux achats sur internet et comporte des titres enregistrés la veille à la Texas Christian University. 

#### Musiciens
- Jerry Garcia, guitare, chant.
- Keith Godchaux, piano
- Bill Kreutzmann, batterie
- Phil Lesh, basse, chant.
- Bob Weir, guitare, chant.

#### Liste des titres

##### Disque un
1. Truckin'  (Jerry Garcia, Phil Lesh, Bob Weir, Robert Hunter) – 9:21
2. Bertha (Garcia, Hunter) – 6:03
3. Playing in the Band (Weir, Hunter) – 6:34
4. Deal (Garcia, Hunter) – 5:13
5. Jack Straw (Weir, Hunter) – 5:32
6. Loser (Garcia, Hunter) – 6:41
7. Beat It on Down the Line (Jesse Fuller) – 3:41
8. Dark Star→ (Garcia, Hunter) – 12:49
9. El Paso→ (Marty Robbins) – 4:55
10. Dark Star (Garcia, Hunter) – 7:45
11. Casey Jones (Hunter, Garcia) – 5:52
12. One More Saturday Night (Weir) – 5:01

##### Disque deux
1. Me and My Uncle (John Phillips) – 3:35
2. Ramble On Rose (Garcia, Hunter) – 6:42
3. Mexicali Blues (Weir, John Perry Barlow) – 3:42
4. Brokedown Palace (Garcia, Hunter) – 5:51
5. Me and Bobby McGee (Kris Kristofferson, Fred Foster) – 6:27
6. Cumberland Blues (Garcia, Lesh, Hunter) – 6:35
7. Sugar Magnolia (Weir, Hunter) – 7:37
8. You Win Again (Hank Williams) – 2:43
9. Not Fade Away→ (Buddy Holly, Norman Petty) – 5:56
10. Jam→ – 6:34
11. Goin' Down the Road Feeling Bad→ (traditional, arranged by Grateful Dead) – 8:28
12. Not Fade Away (Holly, Petty) – 3:38
13. Johnny B. Goode (Chuck Berry) – 4:26

##### Disque Bonus
1. China Cat Sunflower→ (Garcia, Hunter) – 5:07
2. I Know You Rider (traditional, arranged by Grateful Dead) – 6:34
3. Sugaree (Garcia, Hunter) – 7:10
4. Truckin' → (Garcia, Lesh, Weir, Hunter) – 10:35
5. Drums→ (Bill Kreutzmann) – 4:24
6. The Other One→ (Weir, Kreutzmann) – 8:50
7. Me and My Uncle→ (Phillips) – 3:17
8. The Other One→ (Weir, Kreutzmann) – 12:15
9. Wharf Rat→ (Garcia, Hunter) – 9:44
10. Sugar Magnolia (Weir, Hunter) – 6:47

### Road Trips Volume three  Number three
Road Trips Volume three Number two est un triple CD (le premier de la série) proposant l'intégralité du concert donné par le Grateful Dead le 15 mai 1970 au Fillmore East de New York. Un disque bonus était joint aux achats sur internet et comporte des titres enregistrés la veille au Meramec Community College de Kirkwood dans le Missouri. 

#### Musiciens
- Jerry Garcia, guitare, chant.
- Mickey Hart, Batterie.
- Bill Kreutzmann, batterie
- Phil Lesh, basse, chant.
- Ron McKernan, Claviers, chant, percussions.
- Bob Weir, guitare, chant.

#### Liste des titres

##### Disque un
1. Don't Ease Me In (traditional) – 4:24
2. I Know You Rider (traditional) – 8:39
3. Ain't It Crazy (The Rub) (Lightnin' Hopkins) – 3:56
4. Long Black Limousine (Vern Stovall, Bobby George) – 4:54
5. New Speedway Boogie (Jerry Garcia, Robert Hunter) – 6:23
6. Casey Jones (Hunter, Garcia) – 5:02
7. St. Stephen→(Garcia, Phil Lesh, Hunter) – 5:47
8. That's It for the Other One→(Garcia, Bill Kreutzmann, Lesh, Ron McKernan, Bob Weir) – 24:29
9. Cosmic Charlie (Garcia, Hunter) – 7:59
10. New Minglewood Blues (Noah Lewis) – 3:36

##### Disque deux
1. Deep Elem Blues (traditional) – 5:42
2. The Ballad of Casey Jones (traditional) – 4:49
3. Silver Threads and Golden Needles (Jack Rhodes, Dick Reynolds) – 3:49
4. Black Peter (Garcia, Hunter)" – 7:23
5. Friend of the Devil (Garcia, John Dawson, Hunter) – 4:06
6. Uncle John's Band (Garcia, Hunter) – 7:01
7. She's Mine (Hopkins) – 2:54
8. Katie Mae (Hopkins) – 4:38
9. A Voice from On High (Bill Monroe) – 2:52
10. China Cat Sunflower→ (Garcia, Hunter) – 4:58
11. I Know You Rider (traditional) – 4:39
12. Cumberland Blues (Garcia, Lesh, Hunter) – 5:14
13. Hard to Handle (Alvertis Isbell, Allen Jones, Otis Redding) – 5:51
14. Morning Dew (Bonnie Dobson, Tim Rose) – 10:53
15. Dire Wolf (Garcia, Hunter) – 3:54

##### Disque trois
1. Good Lovin' (Rudy Clark, Arthur Resnick) – 13:45
2. Dark Star→ (Garcia, Mickey Hart, Kreutzmann, Lesh, McKernan, Weir, Hunter) – 19:40
3. St. Stephen→ (Garcia, Lesh, Hunter) – 6:04
4. Not Fade Away→ (Buddy Holly, Norman Petty) – 6:53
5. Turn On Your Love Light (Joseph Scott, Deadric Malone) – 27:45
6. Cold Jordan (traditional) – 2:33

##### Disque bonus
1. Friend Of The Devil (Garcia, Dawson, Hunter) – 4:02
2. Candyman (Garcia, Hunter) – 6:11
3. Cumberland Blues (Garcia, Lesh, Hunter) – 4:52
4. Cold Jordan (traditional) – 2:30
5. Easy Wind (Hunter) – 8:17
6. Attics of My Life (Garcia, Hunter) – 5:46
7. Beat It on Down the Line (Jesse Fuller) – 3:17 (listed as 3:08 on CD)
8. Next Time You See Me (Frank Forest, William G. Harvey) – 3:32
9. New Speedway Boogie→(Garcia, Hunter) – 9:25
10. St. Stephen→ (Garcia, Lesh, Hunter) – 6:30
11. Not Fade Away→ (Holly, Petty) – 9:44 (listed as 6:37 on CD)
12. Turn On Your Lovelight (Scott, Malone) – 17:38

### Road Trips Volume three  Number four
Road Trips Volume three Number two est un triple CD proposant des extraits des concerts donnés par le Grateful Dead les 6 et 7 mai 1980. le concert du 6 mai (*) a été enregistré au Pennsylvania State University, State College, en Pennsylvanie et le concert du 7 mai (**) a été enregistré au Barton Hall, de la Cornell University, à Ithaca.
Ce volume est le premier de la série à ne pas comprendre de disque bonus pour les acheteurs précoces. 

#### Musiciens
- Jerry Garcia, guitare, chant.
- Mickey Hart, Batterie.
- Bill Kreutzmann, batterie
- Phil Lesh, basse, chant.
- Brent Mydland, Claviers, chant.
- Bob Weir, guitare, chant.

#### Liste des titres

##### Disque un
1. Jack Straw (Bob Weir, Robert Hunter) – 7:04 (**)
2. Peggy-O (traditional) – 7:03 (*)
3. Me and My Uncle→ (John Phillips) – 3:08 (*)
4. Big River (Johnny Cash) – 5:56 (*)
5. Loser (Jerry Garcia, Hunter) – 7:54 (*)
6. Cassidy (Weir, John Perry Barlow) – 5:13 (**)
7. Row Jimmy (Garcia, Hunter) – 12:02 (**)
8. Lazy Lightning→ (Weir, Barlow) – 3:40(*)
9. Supplication (Weir, Barlow) – 4:40 (*)
10. Althea (Garcia, Hunter) – 9:26 (*)
11. Lost Sailor→ (Weir, Barlow) – 6:11 (*)
12. Saint of Circumstance (Weir, Barlow) – 6:22 (*)

##### Disque deux (*)
1. China Cat Sunflower→ (Garcia, Hunter) – 6:06
2. I Know You Rider (traditional) – 7:10
3. Feel Like a Stranger→ (Weir, Barlow) – 9:55
4. He's Gone→ (Garcia, Hunter) – 13:54
5. The Other One→ (Weir, Bill Kreutzmann) – 10:21
6. Rhythm Devils→(Mickey Hart, Kreutzmann) – 9:09
7. Space→ (Garcia, Phil Lesh, Weir) – 3:45
8. Wharf Rat→ (Garcia, Hunter) – 10:32
9. Around and Around→ (Chuck Berry) – 4:08
10. Johnny B. Goode  (Berry) – 4:18

##### Disque trois (**)
1. Shakedown Street→ (Garcia, Hunter) – 13:55
2. Bertha→ (Garcia, Hunter) – 6:43
3. Playing in the Band→ (Weir, Hart, Hunter) – 9:22
4. Terrapin Station→ (Garcia, Hunter) – 13:14
5. Rhythm Devils→ (Hart, Kreutzmann) – 4:39
6. Space→ (Garcia, Lesh, Weir) – 4:02
7. Saint of Circumstance→ (Weir, Barlow) – 6:04
8. Black Peter→ (Garcia, Hunter) – 9:39
9. Playing in the Band→ (Weir, Hart, Hunter) – 3:29
10. Good Lovin'  (Rudy Clark, Arthur Resnick) – 7:52

### Road Trips Volume four Number one
Road Trips Volume four Number one' est un triple CD proposant l'intégralité des deux concerts donnés par le Grateful Dead lors du festival rock organisé les 23 (*) et 24 (**) mai 1969 dans une réserve séminole de Floride. 

#### Musiciens
- Tom Constanten, Claviers
- Jerry Garcia, guitare, chant.
- Mickey Hart, Batterie.
- Bill Kreutzmann, batterie
- Phil Lesh, basse, chant.
- Ron McKernan, chant, percussions.
- Bob Weir, guitare, chant.

#### Liste des titres

##### Disque un (*)
1. Hard to Handle (Otis Redding) – 5:47
2. Dark Star→ (Jerry Garcia, Mickey Hart, Bill Kreutzmann, Phil Lesh, Ron "Pigpen" McKernan, Bob Weir, Robert Hunter) – 18:56
3. St. Stephen→ (Garcia, Lesh, Hunter) – 9:01
4. The Eleven→ (Garcia, Lesh, Hunter) – 10:38
5. Turn On Your Lovelight (Deadric Malone, Joseph Scott) – 30:59

##### Disque deux (**)
1. Introduction – 4:27
2. Turn On Your Lovelight (Malone, Scott) – 27:27
3. Doin' That Rag→ (Garcia, Hunter) – 6:43
4. He Was a Friend of Mine"(Just a Hand to Hold)→ (Mark Spoelstra) – 8:49
5. China Cat Sunflower→ (Garcia, Hunter) – 5:24
6. The Eleven→ (Garcia, Lesh, Hunter) – 8:17
7. Death Don't Have No Mercy (Reverend Gary Davis) – 7:00

##### Disque trois
1. Morning Dew (Bonnie Dobson, Tim Rose) – 9:44 (*)
2. Me and My Uncle (John Phillips) – 3:17 (*)
3. Yellow dog story (Weir) – 3:12 (*)
4. Alligator→ (Lesh, McKernan, Hunter) – 4:00 (**)
5. Drums→ (Hart, Kreutzmann) – 7:33 (**)
6. St. Stephen→ (Garcia, Lesh, Hunter) – 5:58 (**)
7. Feedback→ (Grateful Dead) – 4:17 (**)
8. We Bid You Goodnight (traditional, arranged by Grateful Dead) – 3:22 (**)

### Road Trips Volume four Number two
Road Trips Volume four Number two est un triple CD proposant l'intégralité des deux concerts donnés Brendan Byrne Arena, à East Rutherford, dans le New Jersey, par le Grateful Dead les 31 mars (*) et 1er avril (**) 1988. C'est d'ailleurs l'un des deux seuls albums live du groupe proposant un concert enregistré durant l'année 1988.

#### Musiciens
- Jerry Garcia, guitare, chant.
- Mickey Hart, Batterie.
- Bill Kreutzmann, batterie
- Phil Lesh, basse, chant.
- Brent Mydland, Claviers.
- Bob Weir, guitare, chant.

#### Liste des titres

##### Disque un
1. Mississippi Half-Step Uptown Toodeloo→ (Jerry Garcia, Robert Hunter) – 10:10 (**)
2. Jack Straw→ (Bob Weir, Hunter) – 5:19 (**)
3. To Lay Me Down (Garcia, Hunter) – 8:29 (**)
4. Ballad of a Thin Man (Bob Dylan) – 6:52 (**)
5. When Push Comes to Shove (Hunter, Garcia) – 4:50 (**)
6. New Minglewood Blues (traditional, arranged by Weir) – 7:48 (**)
7. Cumberland Blues (Garcia, Phil Lesh, Hunter) – 5:51 (**)
8. Deal (Garcia, Hunter) – 7:07 (**)
9. When I Paint My Masterpiece (Dylan) – 5:00 (*)
10. Let It Grow (Weir, John Perry Barlow) – 12:06 (*)
11. Brokedown Palace (Garcia, Hunter) – 5:21 (**)

##### Disque deux (*)
1. Scarlet Begonias→ (Garcia, Hunter) – 8:05
2. Fire on the Mountain (Mickey Hart, Hunter) – 11:35
3. Samson and Delilah (traditional, arranged by Weir) – 6:40
4. Terrapin Station→ (Garcia, Hunter) – 11:41
5. Rhythm Devils→ (Hart, Bill Kreutamann) – 5:52
6. Space→ (Garcia, Lesh, Weir) – 6:22
7. Goin' Down the Road Feeling Bad→ (traditional, arranged by Grateful Dead) – 6:17
8. I Need a Miracle→ (Weir, Barlow) – 3:21
9. Dear Mr. Fantasy→ (Jim Capaldi, Chris Wood, Steve Winwood) – 4:20
10. Hey Jude→ (John Lennon, Paul McCartney) – 1:41
11. All Along the Watchtower (Dylan) – 4:45
12. Knockin' on Heaven's Door (Dylan) – 8:30

##### Disque trois (**)
1. China Cat Sunflower→ (Garcia, Hunter) – 6:19
2. I Know You Rider (traditional, arranged by Grateful Dead) – 5:37
3. Estimated Prophet→ (Weir, Barlow) – 12:36
4. Eyes of the World→ (Garcia, Hunter) – 8:55
5. Rhythm Devils→ (Hart, Kreutzmann) – 7:00
6. Space→ (Garcia, Lesh, Weir) – 8:33
7. The Other One→ (Weir, Kreutzmann) – 7:19
8. Wharf Rat→ (Garcia, Hunter) – 7:55
9. Throwing Stones→ (Weir, Barlow) – 9:05
10. Not Fade Away (Norman Petty, Charles Hardin) – 5:57

### Road Trips Volume four Number three
Road Trips Volume four Number three est un triple CD proposant l'intégralité du concert du Grateful Dead donné à Denver le 21 novembre 1973; trois morceaux du concert de la veille sont joints au disque 3 (*). un disc bonus est joint au coffret, incluant des extraits du concert du 6 décembre 1973.

#### Musiciens
- Jerry Garcia, guitare, chant.
- Donna Jean Godchaux, chant.
- Keith Godchaux, claviers.
- Bill Kreutzmann, batterie
- Phil Lesh, basse, chant.
- Bob Weir, guitare, chant.

#### Liste des titres

##### Disque un
1. Me and My Uncle (John Phillips) – 3:29
2. Sugaree (Jerry Garcia, Robert Hunter) – 7:41
3. Jack Straw (Bob Weir, Hunter) – 5:13
4. Dire Wolf (Garcia, Hunter) – 4:26
5. Black-Throated Wind (Weir, John Perry Barlow) – 6:51
6. Big Railroad Blues (Noah Lewis, arranged by Grateful Dead) – 5:31
7. Mexicali Blues (Weir, Barlow) – 3:48
8. They Love Each Other (Garcia, Hunter) – 5:37
9. Looks Like Rain (Weir, Barlow) – 7:35
10. Here Comes Sunshine (Garcia, Hunter) – 11:08
11. Big River (Johnny Cash) – 5:22
12. Brokedown Palace (Garcia, Hunter) – 5:53

##### Disque deux
1. Weather Report Suite – 14:55
2. Mississippi Half-Step Uptown Toodeloo→ (Garcia, Hunter) – 7:59
3. Playing in the Band→ (Weir, Mickey Hart, Hunter) – 11:57
4. El Paso→ (Marty Robbins) – 3:57
5. Playing in the Band→ (Weir, Hart, Hunter) – 4:30
6. Wharf Rat→ (Garcia, Hunter) – 8:07
7. Playing in the Band→ (Weir, Hart, Hunter) – 13:21
8. Morning Dew (Bonnie Dobson, Tim Rose) – 12:37

##### Disque trois
1. Truckin' → (Garcia, Phil Lesh, Weir, Hunter) – 10:23
2. Nobody's Fault but Mine→ (traditional, arranged by Grateful Dead) – 3:00
3. Goin' Down the Road Feeling Bad→ (traditional, arranged by Grateful Dead) – 8:42
4. One More Saturday Night (Weir) – 5:23
5. Uncle John's Band (Garcia, Hunter) – 7:39
6. Truckin' → (Garcia, Lesh, Weir, Hunter) – 12:05 (*)
7. The Other One→ (Weir, Bill Kreutzmann) – 19:22 (*)
8. Stella Blue (Garcia, Hunter) – 7:42 (*)

##### Disque bonus
1. Greatest Story Ever Told (Hart, Weir, Hunter) – 5:42
2. China Cat Sunflower→ (Garcia, Hunter) – 9:18
3. I Know You Rider (traditional, arranged by Grateful Dead) – 5:31
4. Dark Star→ (Garcia, Hart, Kreutzmann, Lesh, Ron "Pigpen" McKernan, Weir, Hunter) – 43:33
5. Eyes of the World (Garcia, Hunter) – 14:03

### Road Trips Volume four Number four
Road Trips Volume four Number four est un triple CD proposant l'intégralité du concert du Grateful Dead donné au Spectrum de Philadelphie le 6 avril 1982; plusieurs morceaux du concert de la veille sont joints (*).

#### Musiciens
- Jerry Garcia, guitare, chant.
- Mickey Hart, Batterie.
- Bill Kreutzmann, batterie
- Phil Lesh, basse, chant.
- Brent Mydland, Claviers, chant.
- Bob Weir, guitare, chant.

#### Liste des titres

##### Disque un
1. Cold Rain and Snow (traditional, arranged by Grateful Dead) – 6:05 >
2. Promised Land (Chuck Berry) – 5:22
3. Candyman (Jerry Garcia, Robert Hunter) – 6:28
4. C.C. Rider (traditional, arranged by Grateful Dead) – 8:49
5. Brown-Eyed Women (Garcia, Hunter) – 5:36
6. Mama Tried (Merle Haggard) – 2:24 >
7. Mexicali Blues (Bob Weir, John Barlow) – 4:50
8. Big Railroad Blues (Noah Lewis) – 4:01
9. Looks Like Rain (Weir, Barlow) – 8:50
10. Jack-A-Roe (traditional, arranged by Grateful Dead) – 4:55
11. It's All Over Now (Bobby Womack, Shirley Womack) – 6:59
12. Might As Well (Garcia, Hunter) – 4:24

##### Disque deux
1. Shakedown Street→ (Garcia, Hunter) – 13:16
2. Lost Sailor→ (Weir, Barlow) - 6:20
3. Saint of Circumstance→ (Weir, Barlow) - 6:32
4. Terrapin Station→ (Garcia, Hunter) - 11:58
5. Rhythm Devils→ (Mickey Hart, Bill Kreutzmann) – 12:07
6. Space→ CD3 (Garcia, Phil Lesh, Weir) – 8:49
7. Deep Elem Blues (traditional, arranged by Grateful Dead) - 6:02 (*)
8. Althea (Garcia, Hunter) – 8:26 (*)
9. Man Smart, Woman Smarter (Norman Span) - 5:51 (*)

##### Disque trois
1. Truckin' →(Garcia, Lesh, Weir, Hunter) – 6:42
2. The Other One→ (Weir, Kreutzmann) – 2:11
3. Morning Dew→ (Bonnie Dobson, Tim Rose) – 12:09
4. Sugar Magnolia (Weir, Hunter) – 8:52
5. It's All Over Now, Baby Blue (Bob Dylan) – 7:30
6. Bertha (Garcia, Hunter) – 6:44 (*)
7. Playing in the Band→ (Weir, Hart, Hunter) – 12:24 (*)
8. Ship of Fools→ (Garcia, Hunter) – 7:46 (*)
9. Playing in the Band (Weir, Hart, Hunter) – 10:06 (*)

### Road Trips Volume four Number five
Road Trips Volume four Number five est un triple CD proposant l'intégralité du concert du Grateful Dead donné le 9 juin 1976 au Boston Music Hall; plusieurs morceaux du concert du 12 juin 1976 sont joints (*).

#### Musiciens
- Jerry Garcia, guitare, chant.
- Mickey Hart, Batterie.
- Donna Jean Godchaux, chant.
- Keith Godchaux, claviers.
- Bill Kreutzmann, batterie
- Phil Lesh, basse, chant.
- Bob Weir, guitare, chant.

#### Liste des titres

##### Disque un
1. Cold Rain and Snow (traditional, arranged by Grateful Dead) – 6:23
2. Cassidy (Bob Weir, John Perry Barlow) – 5:02
3. Scarlet Begonias (Jerry Garcia, Robert Hunter) – 9:09
4. The Music Never Stopped (Weir, Barlow) – 6:00
5. Crazy Fingers (Garcia, Hunter) – 12:07
6. Big River (Johnny Cash) – 6:09
7. They Love Each Other (Garcia, Hunter) – 6:52
8. Looks Like Rain (Weir, Barlow) – 8:28
9. Ship of Fools (Garcia, Hunter) – 7:58
10. Promised Land (Chuck Berry) – 3:31

##### Disque deux
1. St. Stephen→ (Garcia, Phil Lesh, Hunter) > – 11:17
2. Eyes of the World→ (Garcia, Hunter) > – 17:33
3. Let It Grow (Weir, Barlow) – 11:08
4. Brown-Eyed Women (Garcia, Hunter) – 5:12
5. Lazy Lightning→ (Weir, Barlow) > – 2:52
6. Supplication (Weir, Barlow) – 4:43
7. High Time (Garcia, Hunter) – 9:20
8. Samson and Delilah (traditional, arranged by Bob Weir) – 6:18
9. It Must Have Been The Roses (Hunter) – 7:00

##### Disque trois
1. Dancing In The Streets→ (William "Mickey" Stevenson, Marvin Gaye, Ivy Jo Hunter) > – 12:29
2. Wharf Rat→ (Garcia, Hunter) > – 10:52
3. Around and Around (Chuck Berry)" – 6:53
4. Franklin's Tower (Garcia, Bill Kreutzmann, Hunter) – 9:43
5. Mission in the Rain (Garcia, Hunter) – 6:48 (*)
6. The Wheel (Garcia, Hunter) – 4:59 (*)
7. Comes A Time (Garcia, Hunter) – 8:24 (*)
8. Sugar Magnolia→ (Weir, Hunter) – 5:36 (*)
9. U.S. Blues→ (Garcia, Hunter) – 5:16 (*)
10. Sunshine Daydream (Weir, Hunter) – 3:03 (*)